# Larry Miller (acteur)
Pour les articles homonymes, voir Larry Miller et Miller.
Larry Miller est un acteur, producteur et scénariste américain, né le 15 octobre 1953 à Valley Stream, Long Island (États-Unis).
Il s'est illustré dans les films Pretty Woman (1990), Corrina, Corrina (1994), Le Professeur foldingue (1996), Escroc malgré lui (1996), Dix Bonnes Raisons de te larguer (1999), Just married (ou presque) (1999), La Famille foldingue (2000), Princesse malgré elle (2001), Blonde Ambition (2007), Valentine's Day (2010), Happy New Year  (2011), Joyeuse fête des mères (2016) et Seconde Chance (2018).

## Filmographie

### Cinéma
- 1989 : Les Trois Fugitifs : Le second officier de police au commissariat
- 1989 : Out Cold de Malcolm Mowbray (en) : Le plombier n°2
- 1990 : Pretty Woman : M. Hollister
- 1990 : Un ange... ou presque : Le caissier n°2
- 1991 : L.A. Story : Tom
- 1991 : Suburban Commando : Adrian Beltz
- 1991 : L'Équipe des casse-gueule (Necessary Roughness) : Dean Phillip Elias
- 1992 : Carry On Columbus : Le chef
- 1992 : Frozen Assets : Newton Patterson
- 1993 : Pas de vacances pour les Blues : Le sergent Halsey
- 1993 : Une épouse trop parfaite : Norman
- 1994 : The Favor : Joe Dubin
- 1994 : Corrina, Corrina : Sid
- 1994 : Radioland Murders : Herman Katzenback
- 1996 : Le Professeur foldingue : Dean Richmond
- 1996 : Waiting for Guffman : Le maire Glenn Welsch
- 1996 : Escroc malgré lui : Le juge d'état
- 1997 : Les Sexton se mettent au vert : L'inspecteur du fisc Derek Lester
- 1998 : Chairman of the Board : Bradford McMillan
- 1998 : Carnival of Souls : Louis Seagram
- 1999 : Pros & Cons : Ben Babbitt
- 1999 : The Minus Man : Paul Panich
- 1999 : Dix Bonnes Raisons de te larguer : Walter Stratford
- 1999 : Just married (ou presque) : Kevin (non crédité)
- 1999 : The Big Tease : Dunston Cactus
- 2000 : La Famille foldingue : Dean Richmond
- 2000 : Bêtes de scène : Max Berman
- 2001 : Escrocs : Earl Radburn
- 2001 : Princesse malgré elle : Paolo (non crédité)
- 2001 : Le Grand Coup de Max Keeble : Le principal Elliot T. Jindraike
- 2003 : Ivresse et Conséquences : Le ministre Ferris (non crédité)
- 2003 : A Mighty Wind : Wally Fent
- 2004 : Fashion Maman : L'homme achetant la voiture (non crédité)
- 2004 : Un mariage de princesse : Paolo
- 2005 : Secrets entre amis (en) (Life of the Party) de Barra Grant (en) : Dr Trent
- 2005 : Kiss Kiss Bang Bang : Dabney Shaw
- 2006 : Keeping Up with the Steins : Arnie Stein
- 2006 : For Your Consideration : Syd Finkleman
- 2007 : Blonde Ambition : Richard Connelly
- 2008 : Max la Menace : L'agent de la CIA
- 2008 : The Other End of The Line : Kit Hawksin
- 2009 : Mon père et ses 6 veuves : Lipschutz
- 2010 : Valentine's Day : Le vendeur de billet d'avion
- 2012 : God Bless America : Le père de Chloe
- 2011 : Happy New Year : Harley
- 2012 : General Education : Rich Collins
- 2014 : Road Hard : Barry 'Baby Doll' Weissman
- 2016 : Joyeuse fête des mères : le flic motard
- 2018 : The Man Who Killed Hitler and Then The Bigfoot de Robert D. Krzykowski
- 2018 : Seconde Chance de Peter Segal : Weiskopf
- 2021 : More Than Miyagi: The Pat Morita Story de Kayvon Derak-Shanian

### Télévision

#### Séries télévisées
- 1982 : Fame : Le maître de cérémonie (saison 1 épisode 9)
- 1995 : The Pursuit of Happiness : Larry
- 1995 : Seinfeld : Le portier (saison 6 épisode 18)
- 1998 : Troisième planète après le Soleil : Garvin (saison 4 épisode 1)
- 2000-2001 : DAG (en) : L'agent spécial Nash (saison 1 épisodes 1,10)
- 2002 : Providence : Dr Minkus (saison 4 épisode 12)
- 2002 : Le Protecteur : Dale Petrocki (saison 1 épisode 19)
- 2002 : Ma famille d'abord : M. Tyler (saison 2 épisodes 16,17,26)
- 2002 :  Touche pas à mes filles : Tommy
- 2004-2008 : Boston Justice : Edwin Poole (saison 1 épisodes 1,4 / saison 2 épisode 24 / saison 5 épisode 10)
- 2005 : Desperate Housewives : Leonard Harper (saison 2 épisode 7)
- 2007 : Médium : L'Angoisse et l'Espoir : Dylan Kravitz (saison 3 épisode 17)
- 2005, 2007 : Monk : Garrett Price : Monk dans les bouchons (saison 3 épisode 13) , Monk a tué le Père Noël !  (saison 6 épisode 10)
- 2007 : Dirt : Bill Hope (saison 2 épisode 3)
- 2008 : Burn Notice : Harvey Gunderson (saison 2 épisode 4)
- 2009 : 10 Things I Hate About You : Dr Walter Stratford
- 2010 : Gravity : Dr Tepperman (saison 1 épisodes 6,7,9,10)
- 2011 : The Protector : Alan Bronski (saison 1 épisode 2)
- 2011 : Larry et son nombril : Eddie Kravitz (saison 8 épisode 3)
- 2011 : Shake It Up : Larry Diller (saison 2 épisode 9)
- 2011 : NCIS : Enquêtes spéciales : Lorsque l'enfant paraît : Ed Slater (saison 9 épisode 11)
- 2013 : Devious Maids : Le Bon Vieux Temps : Frank (saison 1 épisode 11)
- 2013 : Liv et Maddie : Deux capitaines à bord : Le principal Fickman (saison 1 épisode 2)
- 2014 : Hot in Cleveland : Larry (saison 5 épisode 5)
- 2014 : Mystery Girls : Arthur J. Stanwyck (saison 1 épisode 7)
- 2017 : Runaways : Retour en arrière : Phil (saison 1 épisode 2)
- 2019 : NCIS : Enquêtes spéciales : Le Mauvais Fils : Ed Slater (saison 16 épisode 16)

#### Téléfilms
- 1991 : Frankenstein, le tombeur de la fac : Le professeur Loman
- 1995 : Un cerveau artificiel (The Computer Wore Tennis Shoes) : Dean Al Valentine
- 2004 : Des fantômes pour Noël (Karroll's Christmas) : Barry
- 2005 : Uncommon Sense : Larry
- 2011 : Trois jours avant Noël : Willie Meehan
- 2013 : La Croisière Mystère (The Mystery Cruise) : Willy Meehan

### Scénariste
- 1999 : Pros & Cons
- 2005 : Uncommon Sense

### Producteur
- 1999 : Pros & Cons

## Voix françaises
- Jean-François Aupied[1] dans :
  - Kiss Kiss Bang Bang
  - Happy New Year
  - Seconde chance
  - Max la Menace : Bruce et Lloyd se déchaînent
- Jean-Luc Kayser dans :
  - Le Professeur foldingue
  - La Famille foldingue
- Patrick Osmond dans : 
  - Pretty Woman
  - Fashion Maman
- Éric Legrand dans : 
  - Buzz l'Éclair, le film : Le Début des aventures
  - Les Aventures de Buzz l'Éclair
- Michel Dodane[1] dans :
  - Corrina, Corrina
  - NCIS : Enquêtes Spéciales
- Hervé Caradec dans :
  - Ma famille d'abord
  - Touche pas à mes filles

- Éric Missoffe[1] dans Pas de vacances pour les Blues
- Gilbert Levy[1] dans Dix Bonnes Raisons de te larguer
- Patrick Messe dans Bêtes de scène
- Patrick Floersheim[1] dans Escrocs
- Erwin Grünspan dans Blonde Ambition
- Michel Mella dans Alpha et Oméga (film, 2010)
- Patrick Pellegrin dans God Bless America
- Jean-Marc Charrier[1] dans Joyeuse fête des mères
- Claude Rollet dans Boston Justice
- Patrick Waleffe dans 10 Things I Hate About You